# おたる水族館
おたる水族館（おたるすいぞくかん英：OTARU AQUARIUM）は、小樽水族館公社が北海道小樽市で運営する水族館。

## 概要
1958年7月に北海道大博覧会の「海の会場」として建設され、1959年に「小樽市立水族館」として営業を開始した。1974年に新館（現 本館）竣工と共に第三セクター小樽水族館公社による経営となった。
豊富な種類の魚介類を展示している本館、イルカ・オタリアのショーが楽しめるイルカスタジアム、アザラシ、セイウチ、トド、ペンギンなどが飼育されている海獣公園、遊園地「小樽祝津マリンランド」で構成されている。
海獣公園は自然の入り江を利用しており、海鳥も飛来している。海岸から野生のトドやゴマフアザラシが迷い込むことがあり、そのまま飼育される例もある。
保護・繁殖の分野においては2004年に世界初のワモンアザラシ繁殖成功をはじめとして日本動物園水族館協会の繁殖賞を道内水族館では最多となる16件獲得し、北海道大学大学院水産科学研究院と2002年よりネズミイルカの共同研究も展開している。
営業期間は通常3月の春休み期間（以前は4月）から11月までだが、2006年からは小樽雪あかりの路・さっぽろ雪まつりと連動した冬季営業も行っている。2011年からは実質通年営業に切り替えた。
「沖縄美ら海水族館」開業までは「東洋有数のスケール」をキャッチフレーズにしていた。

### 沿革
- 1958年 - 北海道大博覧会海の小樽会場の祝津会場「水族館」として竣工。
- 1959年 - 市立小樽水族館として発足[4]。
- 1963年8月 - 初の夜間営業を実施[5]。
- 1973年6月20日 - 当初から約200m先の高台に新水族館着工[6]。
- 1974年
  - 7月12日 - 初代市立小樽水族館閉館[7]。
  - 7月14日 - 現水族館開業[7]。地下1階地上3階水槽45基を備え当初の4倍の規模に拡大[7]、運営母体が公社に移る[4]。
- 1975年 - 年間入場者数が最多の約55.8万人を記録[8]。
- 1978年 - 日本初のアザラシショーを開始[8]。
- 1981年4月 - アシカプール完成[5]。
- 1982年7月 - 遊園地「祝津マリンランド」開設[9]。
- 1983年4月 - イルカスタジアム完成[5]。
- 1992年4月 - セイウチ館完成[5]。
- 1995年5月 - 現水族館累計来場者数1000万人達成[5]。
- 2011年 - 通年営業化[5]。
- 2019年 - 小樽水族館公社が国内水族館では初の旅行業登録[9][2]
- 2020年9月4日 - 初代市立水族館以来の累計来場者数2500万人達成[10]。
- 2022年 - 札幌市の都市型水族館「AOAO SAPPORO」の飼育管理を受託[11][12]。
- 2023年8月1日 - 現水族館累計有料来場者数2000万人達成[8][10]。

### 世界最長記録
2008年まで生存したオスのネズミイルカの「次郎吉」（ジロキチ）が24年の世界最長飼育記録を持つ。
「次郎吉」 は、1984年（昭和59年）に寿都町（後志管内寿都町沖）で定置網にかかっていたところを保護された個体で、小田誠館長（当時）によると、保護した当時は歯もはえそろわない子供のイルカだったという。
以後、水族館にて暮らし、高齢となってから視力がほとんどなかったが、2008年3月25日まで生存した。
体長約165cm、推定年齢24歳とされる。

## 施設

### 本館
北海道と寒帯に生息する魚類を中心に62水槽を使い約250種類5,000点が展示されている。ウミガメ・クリオネ等も飼育展示されている。
オホーツク海・ベーリング海
円形の水槽で展示。
海のパノラマ回遊水槽
本館最大の水槽で、サメ、エイなどが展示されている。初山別村の海岸において2007年に右前ひれのない状態で保護されたオスのアオウミガメ「太郎」も展示されている。
ほのぼのプール
2006年春からネズミイルカとアザラシ（ゴマフアザラシ・ワモンアザラシ）が共存していたが、現在はネズミイルカのみとなっている。
コツメカワウソ
メイン水槽とサブ水槽が空中トンネルと水中トンネルで連結されている。空中トンネルはテレビ番組「イチオシ!」（HTB）で「コツメブリッジ」と命名された。
休憩所
売店
レストラン
2009年よりニュー三幸が出店している。それまでは小樽グランドホテルの経営だった。

### 別館
イルカスタジアム
バンドウイルカとオタリアとセイウチのショーが催されている。
ペリ館
別館の傍に有り、夏季はモモイロペリカンが飼育展示（冬季は本館に移動）、冬季は海獣公園のペンギンが展示されている。

### 海獣公園

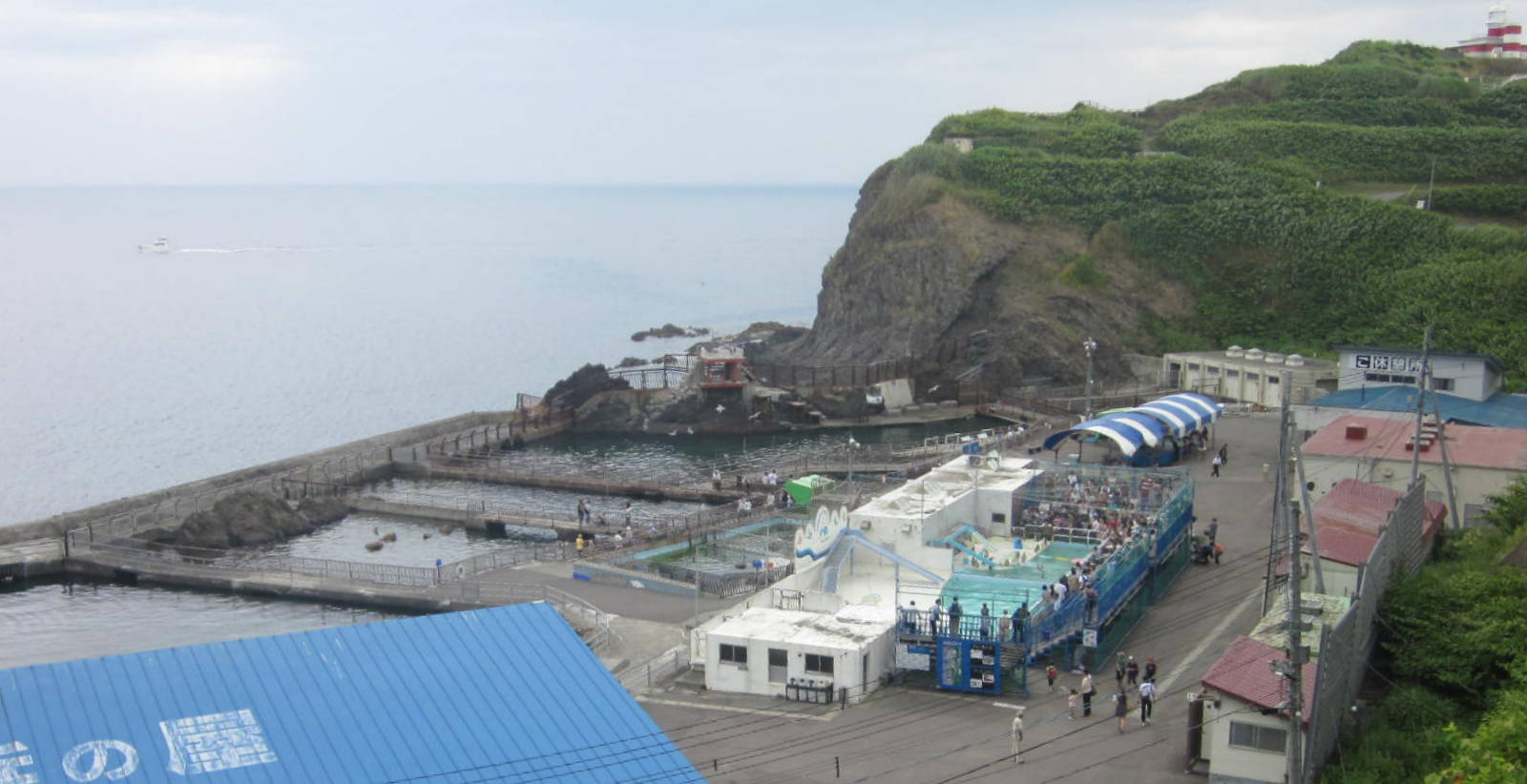
海獣公園

海獣、鳥類等13種約150点を展示。夏季のみ公開され、冬季間は閉鎖される。
トド
ボスの「ガンタロウ（雄）」をはじめとする7頭のトドが飼育され、隣接する海岸寄りのショープールにおいて「トドショー」も行われている
トドの繁殖に長けており、他の水族館へ巣立つ子供も多い。
2009年6月18日に「ガンタロウ」と雌の「ウメ」のペアで出産し、更に同月中には「カキ」との間で妊娠中の子供が出産予定である。
アザラシ
海岸寄りにある「ゴマフアザラシ・ゼニガタアザラシプール」と「ケアプール」（高齢の動物用）にゴマフアザラシ・ゼニガタアザラシが、山側の「クラカケアザラシ・ワモンアザラシプール」にクラカケアザラシ・ワモンアザラシが、セイウチ館隣にアゴヒゲアザラシが飼育されている。アザラシの飼育個体は日本一多いとされている（ゴマフアザラシだけで2009年5月時点で33頭居る）
いつからか「ゴマフアザラシ・ゼニガタアザラシプール」で飼育されているアザラシが、餌のバケツを持った客が近づくと、前鰭を腹や水面に叩いて「餌を強請る」仕草の動きを始めた（本来は威嚇する動作であるとされる）。これは2009年4月15日放送の「ナニコレ珍百景」で取り上げられた。
餌の販売
海獣公園の「ゴマフアザラシ・ゼニガタアザラシプール」「トドプール」では、それぞれ周辺のテント庇で餌の販売（200円・300円・500円、餌に使用される魚はイカナゴ、ホッケ）が行われており、購入者は給餌をすることができる。なお、客がアザラシにエサを与える（給餌する）ことが出来るのは、当館の他、稚内市立ノシャップ寒流水族館・下田海中水族館・マリンワールド海の中道などがある。
ペンギン・アザラシショープール
フンボルトペンギンとゴマフアザラシ・ゼニガタアザラシのショーが行われている。ちなみにペンギンショーは、ペンギンが係員の言うことを全く聞かないショーとして知られており人気である。
セイウチ
雄の「ウチオ」と雌の「ウーリャ」（二見シーパラダイスより搬入）のペアで長らく飼育されている。2002年に日本においては鴨川シーワールドに次いで繁殖に成功し、「セイタ（雄）」と名付けられたが、2006年に歯髄炎が原因で死亡した。その後、2度の死産を経て、2009年5月31日に雌の子供を出産。公募から「ツララ」と名付けられ、母子共に展示されて、2011年よりツララはショーに出演するためにイルカスタジアムで飼育されている。
オタリア
ショーを引退した雌の「ミエ」と、人工飼育により日本動物園水族館協会の「繁殖賞」を受賞した雄の「オウジ（王子）」（2002年生まれ）が飼育展示されている。
浜の屋食堂
海獣公園にある浜茶屋を模した来場者向けの食堂。ニシンやツブ貝などの焼き物や蕎麦などを提供している。

## マリンランド
屋外に小規模の遊園地「小樽祝津マリンランド」が営業されている。（水族館冬期営業期間中は積雪のため休業する）入園料は無料。利用するには切符売り場で券を購入してからバッテリーカーを除き遊具ごとに定められた点数分の券を払う。
アトラクション
- 観覧車
- バイキング
- ゴーカート（1人乗り・2人乗り）
- サイクルライダー（1人乗り・2人乗り）
- チェーンタワー
- スピントップ
- スカイライド
- モーターボート
- くじら列車
- バッテリーカー

過去のアトラクション
- メリーゴーランド（2018年撤去）

## 主な飼育生物

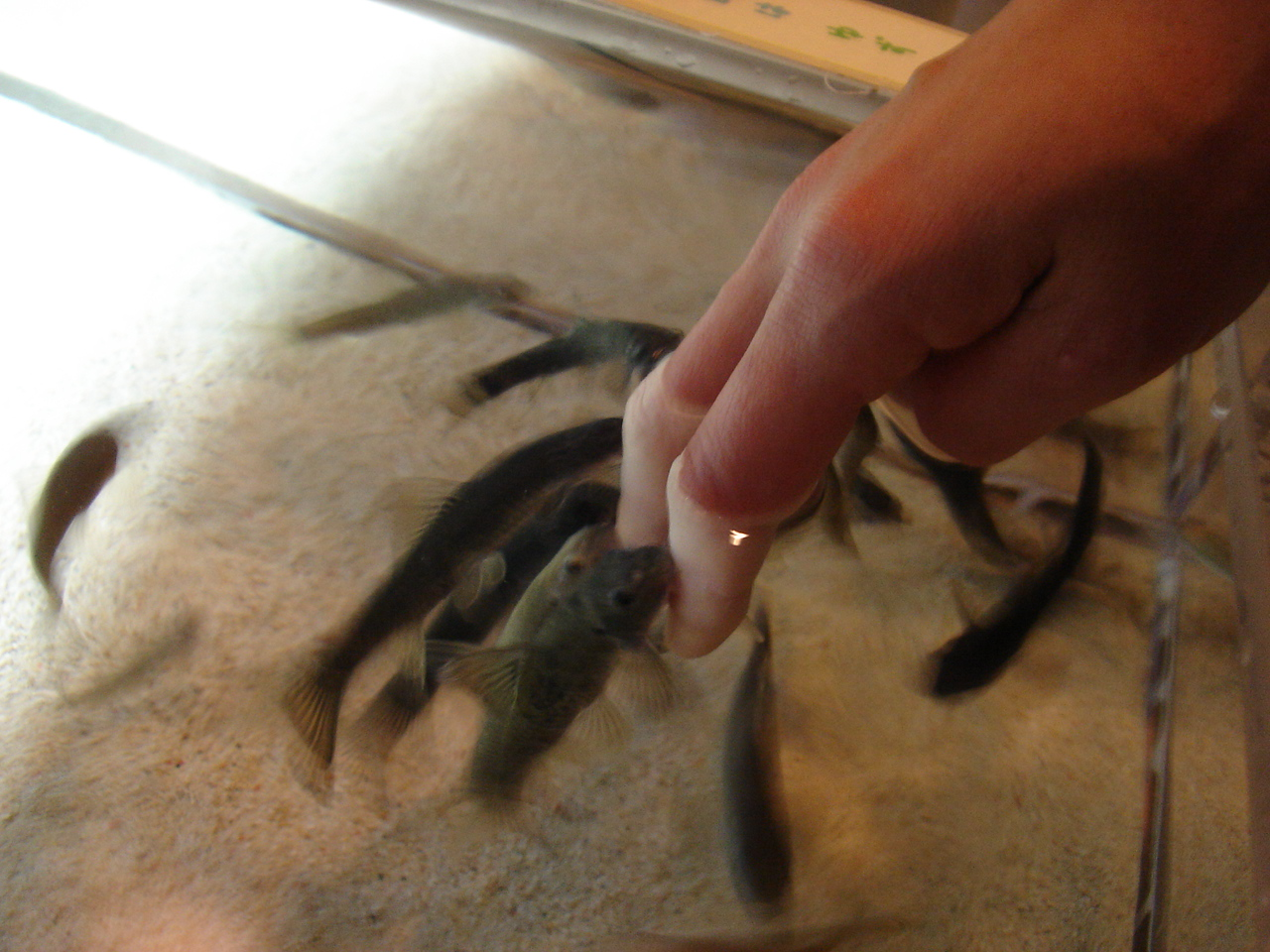
水族館内で飼育されているガラ。水槽には自由に手を入れることができる（2007年4月）

- ネズミイルカ
- アザラシ
  - ゴマフアザラシ
  - ゼニガタアザラシ
  - ワモンアザラシ
  - クラカケアザラシ
  - アゴヒゲアザラシ
- オタリア
- セイウチ
- トド
- コツメカワウソ
- モモイロペリカン
- ペンギン
  - フンボルトペンギン
  - ジェンツーペンギン

## 営業
2008年より年間パスポートも発売されている。

### 開館期間
- 夏期・冬期の営業を切り替える12月1日 - 12月9日、年末年始は休みとなる。
- 通常期が2013年3月16日 - 11月30日、冬期は12月10日 - 12月28日および2013年1月2日 - 2月28日。

### 開館時間
入館締切は、閉館時間の30分前となる。
- 通常期 : 9:00 - 17:00

GWやお盆期間、秋季は下記の営業時間となる
- - 4月27日 - 4月29日 : 8:00 - 17:00
  - 5月3日 - 5月5日 : 8:00 - 18:00
  - 5月6日 : 8:00 - 17:00
  - 8月11日 - 8月15日 : 8:30 - 18:00
  - 8月16日 : 8:30 - 17:00
  - 10月16日 - 11月30日 : 9:00 - 16:00
- 冬季 : 10:00 - 16:00

### 駐車料金
夏季は有料だが、冬季は全車種無料である

### 交通
- 北海道旅客鉄道（JR北海道）函館本線小樽駅より北海道中央バスの路線バスで「おたる水族館」下車。北海道中央バスおたもい営業所を参照。
- マイカーの場合、札樽自動車道小樽ICより約20分。駐車場は約1,000台収容。

## 小樽水族館公社
おたる水族館の運営主体であり、1974年（昭和49年）の新館（後の本館）竣工の際に市営から公社の運営に移管された。また、おたる祝津花火大会の後援団体の一つである（2005年より毎年9月に行われる「おたる祝津花火大会」では駐車場の一角でイベントステージが組まれている）。

## エピソード
- いずれも1987年に公開された映画『「さよなら」の女たち』『恋人たちの時刻』にてロケーションが行われた[16]。
- 2011年4月飼育員の神前和人が写真集「おたる水族館の生き物たち」（ウィルダネス）を出版した。飼育員目線で撮られた海獣達のいきいきした表情が人気を集めている。
- 2012年7月 海獣公園を舞台にした写真本「かいじゅうさん、ハイ！」を出版（長崎出版）。写真は神前和人、イラストは獣医師の角川雅俊が担当している。
- 2013年7月神前和人が写真集「おたる水族館の生き物たち」【新版】（ウィルダネス）を出版。イラストは前作同様、角川雅俊が担当。